# Kąty (Mińsk)
Pour les articles homonymes, voir Kąty.
Kąty (prononciation : [ˈkɔntɨ]) est un village polonais de la gmina de Siennica dans le powiat de Mińsk de la voïvodie de Mazovie dans le centre-est de la Pologne.
Il se situe à environ 3 kilomètres au sud-est de Siennica (siège de la gmina), 14 kilomètres au sud de Mińsk Mazowiecki (siège du powiat) et à 47 kilomètres à l'est de Varsovie (capitale de la Pologne).

## Histoire
De 1975 à 1998, le village appartenait administrativement à la voïvodie de Siedlce.